# Осма (приток Ноли)
Осма — река в России, протекает в Галичском районе Костромской области. Устье реки находится в 35,4 км по левому берегу реки Ноля. Длина реки составляет 25 км, площадь водосборного бассейна — 170 км².
Исток реки у деревни Халдино в 12 км к северу от Галича. Река течёт на северо-запад, протекает деревни Халдино, Лежнино, Фофаново, Потапово, Пустынь. Крупнейшие притоки Барановка (правый) и Олешанка (левый). Впадает в Нолю ниже села Емельяново.

## Данные водного реестра
По данным государственного водного реестра России относится к Верхневолжскому бассейновому округу, водохозяйственный участок реки — Кострома от истока до водомерного поста у деревни Исады, речной подбассейн реки — Волга ниже Рыбинского водохранилища до впадения Оки. Речной бассейн реки — (Верхняя) Волга до Куйбышевского водохранилища (без бассейна Оки).
По данным геоинформационной системы водохозяйственного районирования территории РФ, подготовленной Федеральным агентством водных ресурсов:
- Код водного объекта в государственном водном реестре — 08010300112110000012267
- Код по гидрологической изученности (ГИ) — 110001226
- Код бассейна — 08.01.03.001
- Номер тома по ГИ — 10
- Выпуск по ГИ — 0

### Притоки (км от устья)
- 0,4 км: река Олешанка (лв)